# Sam Sessions
Pas d'image ? Cliquez ici
Sam Sessions est un pilote automobile de stock-car né le 27 septembre 1956 à Auburn, Maine aux États-Unis. 
Il a été le premier champion de la série PASS North en 2001. Il a cumulé une fiche de cinq victoires, 20 top 5, 35 top 10, en 57 départs, de 2001 à 2008.
À ne pas confondre avec Allen Dale Sessions, plus connu sous le nom de Sammy Sessions, qui fut pilote USAC, ancêtre de la série Indycar, dans les années 1960 et 1970.